# Сотницкая Балка
Со́тницкая Ба́лка (укр. Сотницька Балка) — село в Новоукраинской городской общине Новоукраинского района Кировоградской области Украины.
Население по переписи 2001 года составляло 88 человек. Почтовый индекс — 27125. Телефонный код — 5251. Код КОАТУУ — 3524086401.